# Circarama
La circarama, detto anche Circle Vision, è un sistema di ripresa e proiezione filmica a 360° che si basa su una tecnica cinematografica progettata e realizzata da Don Iwerks nel 1955 su incarico della Walt Disney Corporation presso la quale lavorava. Ha lo scopo di "immergere" completamente lo spettatore nel prodotto filmico; la Walt Disney Corp. lo vuole inserire come elemento di attrazione all'interno di Disneyland.
Tra le realizzazioni più importanti realizzate con la tecnica del Circarama si trovano Tour of the West (1955), The American Beautiful (1958), e Italia 61 (1961).

## L'apparecchiatura per la ripresa
La macchina da presa Circarama è composta di 9 unità Arriflex 16 mm adattate allo scopo, dotate di obiettivo da 12 mm e azionate da 9 motori da 8 volts sotto il controllo di un interlock meccanico che ne garantisce il sincronismo operativo; tutto l'insieme è gestito da un'unica console per il comando a distanza delle macchine e dall'apparecchiatura necessaria al ciac opportunamente adattata alla convivenza dei 9 punti di ripresa.

Nel suo complesso la macchina Circarama si sviluppa su una base circolare di metallo del diametro di 106 cm, con le 9 Arriflex posizionate equidistanziate sul bordo di questa base. L'intero apparato ha un peso complessivo di circa 68 kg e va fissato su un dolly o su altro mezzo di locomozione o su altro supporto fisso, opportunamente adattati per ospitare gli operatori al di fuori dell'area di ripresa delle nove macchine che, ricordiamo, riprendono la scena a 360°.

Per le riprese in interni, sulla base circolare vengono montati 5 quadrati sul quali sono installati ben 20 photoflood che illuminano omogeneamente tutta l'area di ripresa fino ad una distanza/profondità di quasi 8 metri.

Particolare attenzione deve essere prestata nel caricamento dei magazzini di pellicola da montare sulle Arriflex, con l'accortezza di usare tutte pellicole provenienti dal medesimo lotto per garantire la costanza cromatica fra le riprese eseguite in simultanea dalle 9 macchine da ripresa. Analoga attenzione dovrà aversi nel processo di sviluppo che deve utilizzare tutti i bagni chimici dello stesso stock per evitare alterazioni della scala cromatica e del contrasto fra le diverse pellicole.

## Il Circarama a ITALIA 61, Torino
Una attrazione di notevole successo di "Italia 61" nel campo degli spettacoli e dei divertimenti è stata quella del Circarama Disney offerto dalla FIAT al pubblico convenuto da ogni parte a Torino per il centenario.
Il Circarama è il cinematografo su schermo circolare di 360°, procedimento inventato e brevettato da Walt Disney con originalissimo sistema di ripresa e di proiezione. Nel Circarama gli spettatori, completamente circondati dalle riprese in movimento, hanno la sensazione di partecipare all'azione. 
Il primo Circarama fu presentato da Walt Disney nel 1955 a Disneyland; quindi all'Esposizione Internazionale di Bruxelles nel 1958 ed all'Esposizione Americana di Mosca nel 1959. Da allora il sistema è stato perfezionato (film a 35 mm anziché a 16 e 9 proiettori simultanei anziché 11): e così come la FIAT lo ha presentato a Torino è stato una novità assoluta.
Per esso la FIAT ha costruito un apposito padiglione smontabile e trasportabile, in acciaio, alluminio e plastica.
Nel suo insieme il padiglione si sviluppa su un'area di 1500 m². Il cilindro circarama (sala di proiezione) ha un diametro di 32 metri, è alto 12 m. Lo schermo circolare ha uno sviluppo di 90 m. per un'altezza di 7. Nella struttura del cilindro sono collocati i 9 proiettori da cui si dipartono i fasci delle immagini. 
Capienza della sala di proiezione: circa 1000 persone, in piedi.
Nel sistema Circarama Walt Disney il film è montato ad anello e le immagini si svolgono in modo continuo. Il sonoro (impianto stereofonico a 6 piste) è indipendente dal film, ma è sincronizzato elettronicamente con esso, secondo lo svolgimento delle immagini. Il suono, sincronizzato con i movimenti dell'immagine, diventa elemento dell'azione stessa e dà allo spettatore la sensazione di essere protagonista della scena.
Tutti gli impianti per la proiezione e il sonoro sono della Soc. Microtecnica (Torino).
Il film in programma, a colori (circa 1000 metri), intitolato ""Italia 1961", era stato realizzato - per conto della FIAT - dalla "Walt Disney Production" (Burbank, California), a cura della "Royfilm" di Roma (produttore Roberto De Leonardis, regista Elio Piccon).
Il commento del film è di Indro Montanelli mentre la musica è del Maestro Lavagnino. Colori della Technicolor. Le copie a colori del film, sull'originale Walt Disney, sono state stampate dalla Technicolor di Roma.
Il lavoro di ripresa si è svolto per 22.000 km. attraverso l'Italia, anche dall'aereo cortesemente messo a disposizione dal Ministero della Difesa Italiano (Aeronautica): un "C119" (vagone-volante). Il vagone volante è andato fino in Rhodesia per filmare la colossale diga di Kariba, opera del lavoro italiano.
La cinepresa Disney ha spaziato dalle Alpi alla Sicilia e alla Sardegna cogliendo aspetti significativi del Paese; ma la necessità di contenere la lunghezza del film ha imposto di sacrificare stupende riprese di tante grandi belle città. Per la parte industriale le succinte inquadrature inserite nel film sono volutamente senza intestazione di Aziende perché esulava da esso ogni fine pubblicitario. Il successo è stato enorme e basti a testimoniarlo il numero degli spettatori che, nei sei mesi di attività, ha toccato i due milioni.

## Il sistema di riproduzione e di proiezione
La sala di proiezione del Circarama è di forma cilindrica, con uno schermo che è disposto lungo tutta la parete interna del cilindro.
La prima sala di proiezione del Circarama aveva un diametro di 12 metri e poteva ospitare 150 spettatori, ma sono state prodotte anche sale con un diametro di 32 m ed un'altezza di 12 m, con uno schermo circolare lungo 90 m circa e alto 7 m e capaci di ospitare fino a 1000 spettatori.

La proiezione delle nove pellicole è assicurata da 9 proiettori da 35 mm che proiettano le immagini riprese componendo un'unica immagine che utilizza l'intero schermo da proiezione; analoghi accorgimenti sono realizzati per garantire l'avvolgimento dello spettatore anche nel sonoro.

Gli spettatori che la sala può accogliere sono in piedi al centro di essa e, completamente "immersi" nell'immagine circolare proiettata, possono girarsi e volgere lo sguardo a tutto campo e a 360°.

Appositi vani e spazi sono riservati alla manutenzione e ad eventuali riparazioni, mentre un potente isolamento acustico elimina il disturbo del sonoro del film sia da eventuali rumori esterni che dai motori delle nove macchine da proiezione; la sala è, inoltre, corredata di impianto di aria condizionata che garantisce una più confortevole accoglienza degli spettatori ed il raffreddamento delle apparecchiature di proiezione in funzione.

## Film
- A Tour of the West, 1955
- Rocket to the Moon, 1955
- America the Beautiful, 1958
- Italia ‘61, 1961
- Magic of the Rails, 1964
- O Canada, 1982
- Wonders of China, 1982
- American Journeys, 1984
- Portraits of Canada, 1986